# 罗平飞
罗平飞（1952年—），汉族，中华人民共和国政治人物、第十一届全国政协委员。
加入中国共产党，担任十一届全国政协社会和法制委员会副主任、民政部副部长、党组成员。2008年，当选第十一届全国政协委员，代表社会福利和社会保障界，分入第四十八组。并担任社会和法制委员会副主任。